# Hathayoga

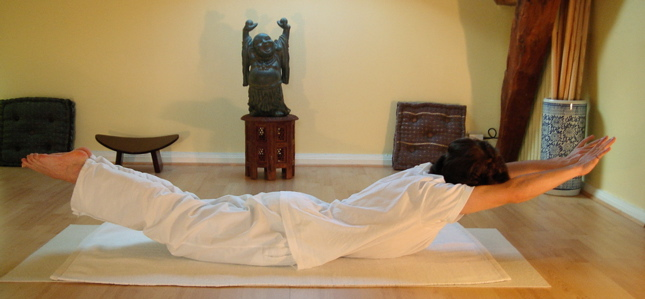
Niralamba Shalabhasana (Sprinkhaanhouding)
Een houding uit hatha-yoga

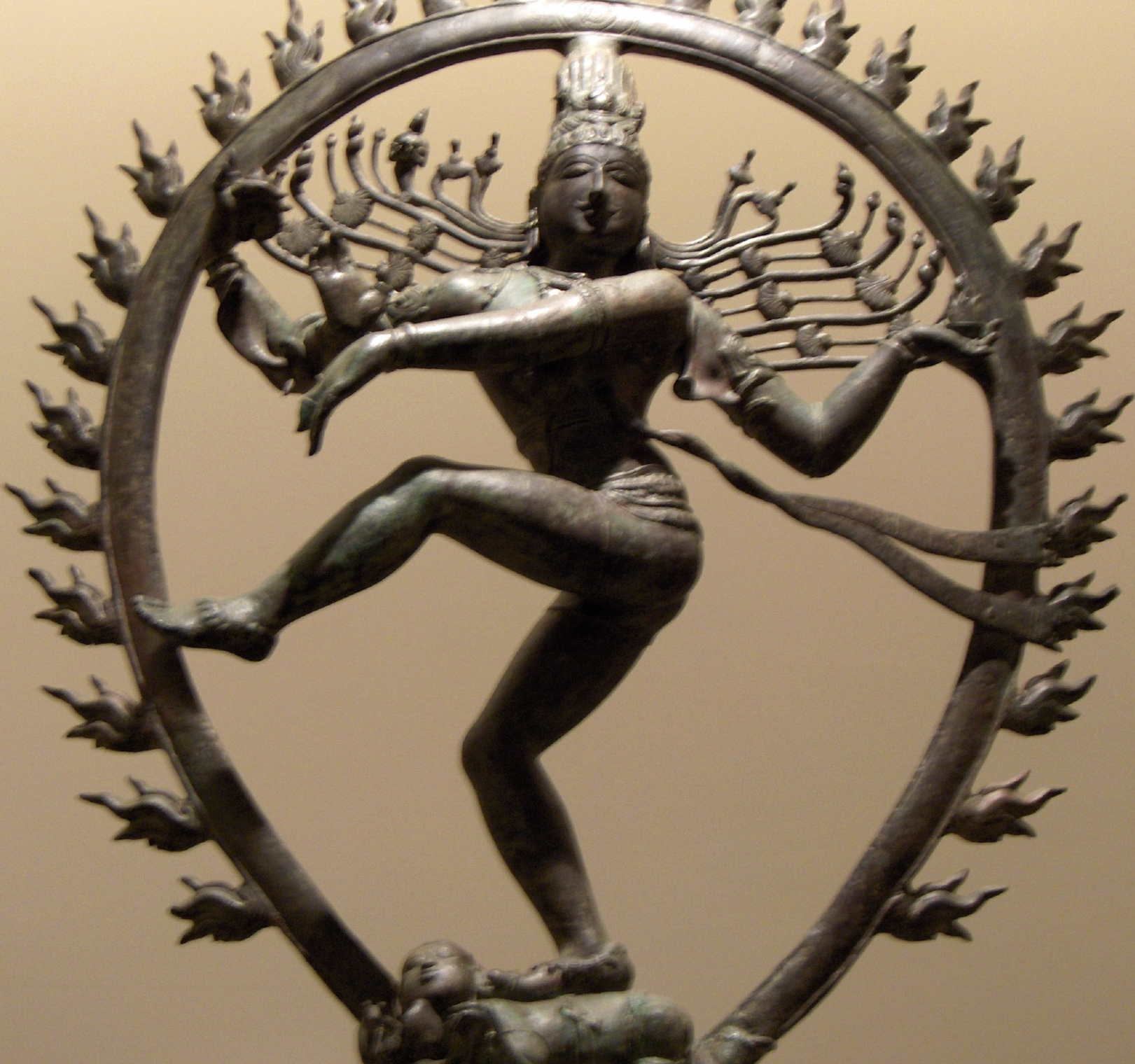
Shiva als Nataraja
in de kosmische dans
Freer Gallery, Washington D.C.

Hathayoga (हठ haṭha, योग yoga) is een tak van yoga die bestaat uit een systeem van oefeningen om beheersing te verkrijgen over de geest en vooral het lichaam. In het Westen is het vooral deze vorm van yoga die bekendheid heeft gekregen, waardoor men vaak hathayoga bedoelt wanneer men van yoga spreekt.
Hathayoga is een fysieke yogavariant die voor het grootste deel bestaat uit de beoefening van lichaamshoudingen (asana's) en ademhalingsverruiming (pranayama). Hathayoga bestaat voornamelijk uit niet-bewegende asana's. Meditatie is voor veel yogi's een belangrijke afronding om de eenheid van lichaam en geest te voelen. In andere fysieke vormen van yoga, zoals ashtanga vinyasa yoga, worden de asana's niet statisch maar juist bewegend uitgevoerd, vaak door verschillende asana's in series achter elkaar uit te voeren. Hathayoga kent eveneens enkele series, waarvan de Zonnegroet de bekendste is.
In het Westen is hathayoga vooral een populair middel om te onthaasten of stress te verminderen. Daarnaast wordt aan de technieken ook een gunstig effect toegeschreven op het zenuwstelsel, de klieren en andere belangrijke organen en treedt er in het algemeen een versoepeling van het lichaam op. Het doel van hathayoga in het Westen is daarom vooral het bevorderen van de gezondheid en het welbevinden.

## Etymologie en definitie
Het term hatha bestaat in het Sanskriet uit ha (zon) en tha (maan), wat verwijst naar het evenwicht tussen tegengestelden. Yoga betekent "juk", "verenigen", "beheersen" Yoga in zijn brede context, kan als volgt worden gedefinieerd: een hindoeïstische filosofie die leert de geest, het gevoel en het lichaam te beheersen, om daarmee de vereniging met God te bereiken.
Hathayoga wordt vaak gezien als de weg van de kracht en is in het Westen vaak niet meer dan de lichamelijke oefening. In zijn oorspronkelijke uitoefening gaat het om meer dan alleen de puur fysieke aspecten, als kracht, gezondheid, souplesse en welbevinden en is het een zoektocht naar de vereniging van energieën binnen in de mens.
Hathayoga wordt ook wel gezien als een weg die bestaat uit de brug tussen de wereld van binnen en van buiten, tussen het materiële en het spirituele en tussen het essentiële en het existentiële bestaan. De tegenstelling tussen zon en maan, komt in verschillende uitingen terug. Zo wordt de lucht die door het rechterneusgat naar binnen gaat "adem van de zon" genoemd, terwijl de "adem van de maan" door het linkerneusgat gaat. Het evenwicht tussen uitersten komt ook tot uitdrukking in bijvoorbeeld:
- vrouwelijk / mannelijk
- beweging / onbeweeglijkheid
- inademing / uitademing
- aanspannen / loslaten

Indiakundige Jean Herbert definieert in het voorwoord van Yoga, doen en begrijpen van André Van Lysebeth yoga met twee betekenissen die nauw met elkaar samenhangen. Zijn definitie luidt als volgt:
Yoga is de staat waarin de mens zich onder één juk met het Goddelijke bevindt, dat wil zeggen verbonden met het Goddelijke, zoals dit wordt uitgedrukt in het woord religie.
Met een kleine variant drukt het woord yoga de toestand uit, waarin de 'waarneembare mens' ook verbonden is met de 'wezenlijke mens', dat wil zeggen waarin de mens zijn ware aard heeft herkregen en er in overeenstemming mee leeft.

De yogatechniek, hoe deze ook mag zijn, is een discipline, waardoor de mens tracht tot de staat van yoga te komen.
|Indiakundige Jean Herbert

## Geschriften

### Klassieke geschriften
Yoga werd tussen 200-300 v.Chr. voor het eerst beschreven: in de Bhagavad gita (in een passage uit de Mahabharata) en eveneens in dat tijdperk in de Yogasoetra's van Patanjali.
De Hatha Yoga Pradipika wordt gezien als de oudst bewaard gebleven tekst over hathayoga. Het boek is in de 15e eeuw n.Chr. geschreven door Swami Swatmarama die een leerling was van Swami Goraknath. De Hatha Yoga Pradipika is een van de drie klassieke teksten van hathayoga, naast de Gheranda samhita en de Shiva samhita.

## Asana's: de houdingen van hathayoga

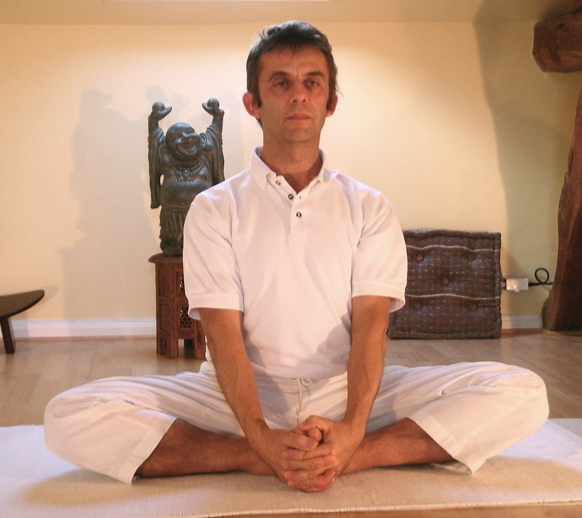
Baddha Konasana Gebonden Hoek
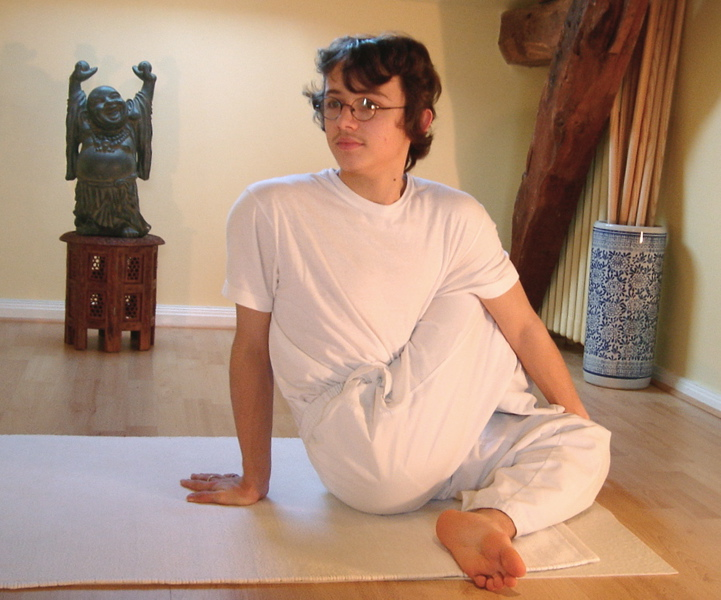
Ardha Matsyendrasana Halve God van de Vissen
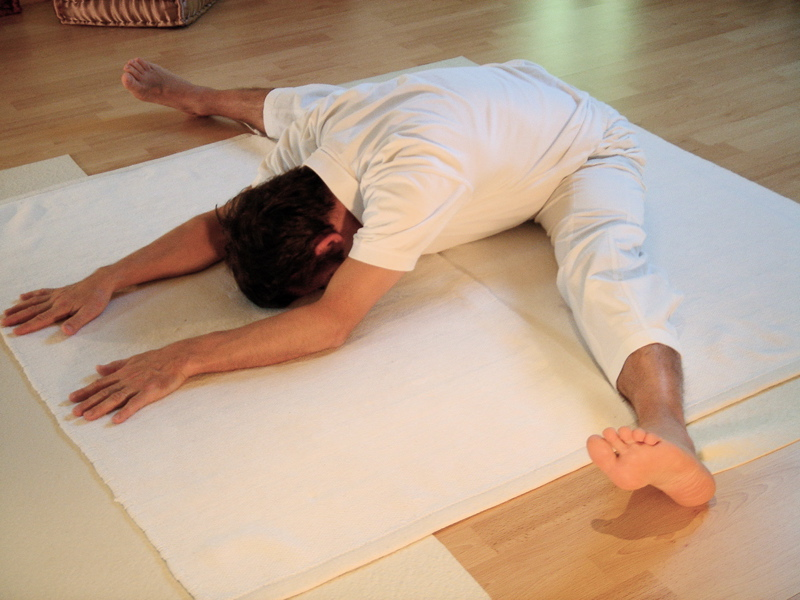
Upavistha Konasana Zittende Hoek
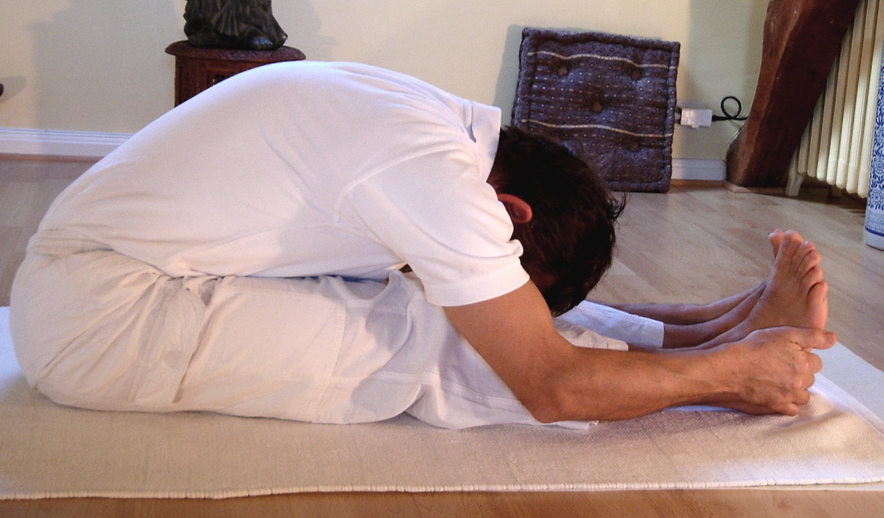
Paschimottanasana Intense strekking van het Westen
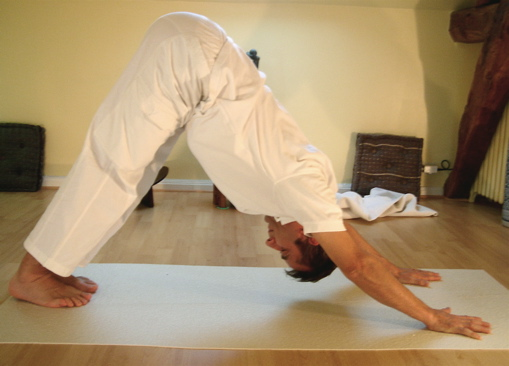
Adho Mukha Svanasana Omlaagkijkende Hond
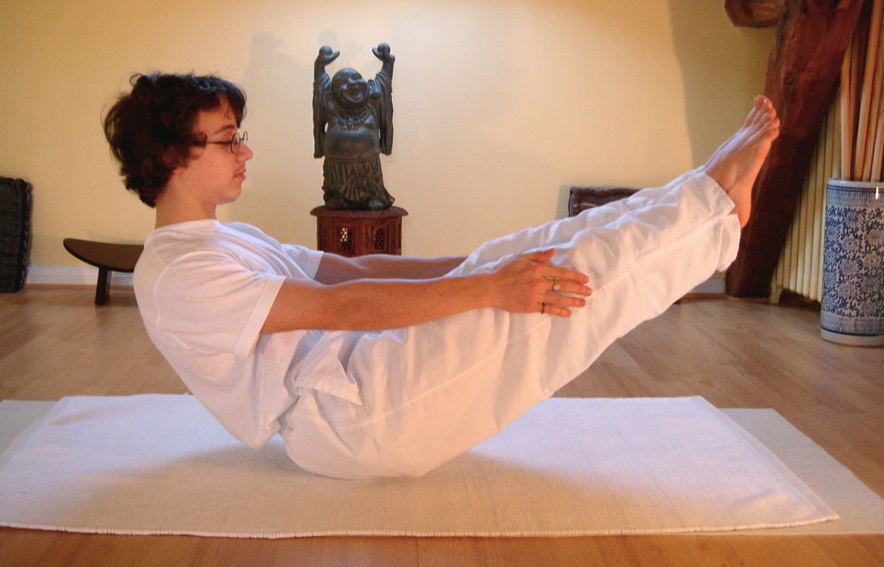
Paripurna Navasana Volledige Boot
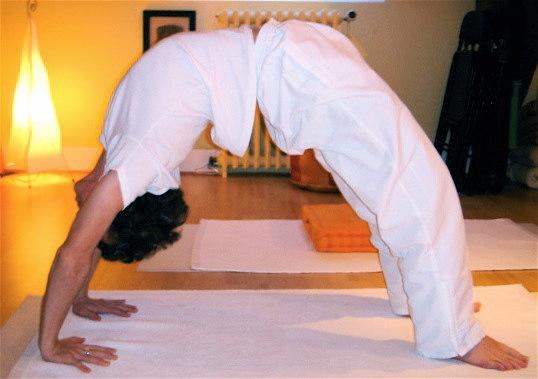
Urdhva Dhanurasana Opwaartse Boog
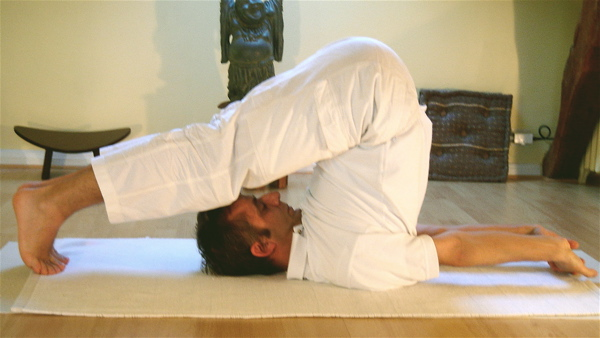
Halasana Ploeg
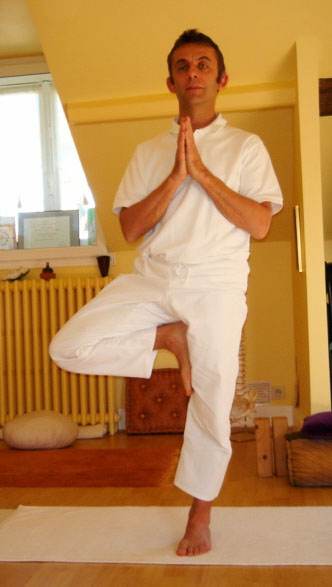
Bhagaritasana Eénbenige Berg
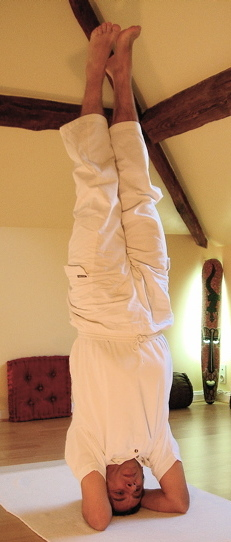
Sirsasana Kopstand
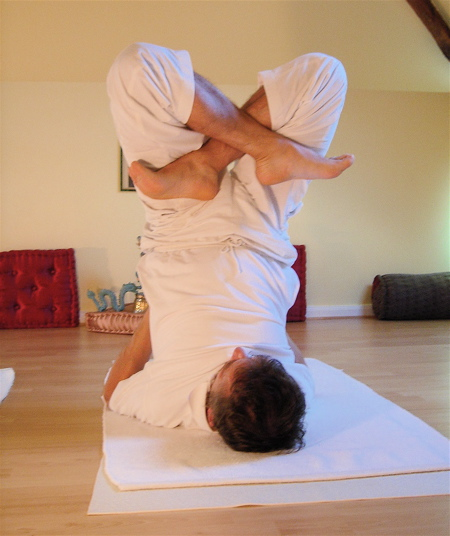
Padma Sarvangasana Lotusschouderstand
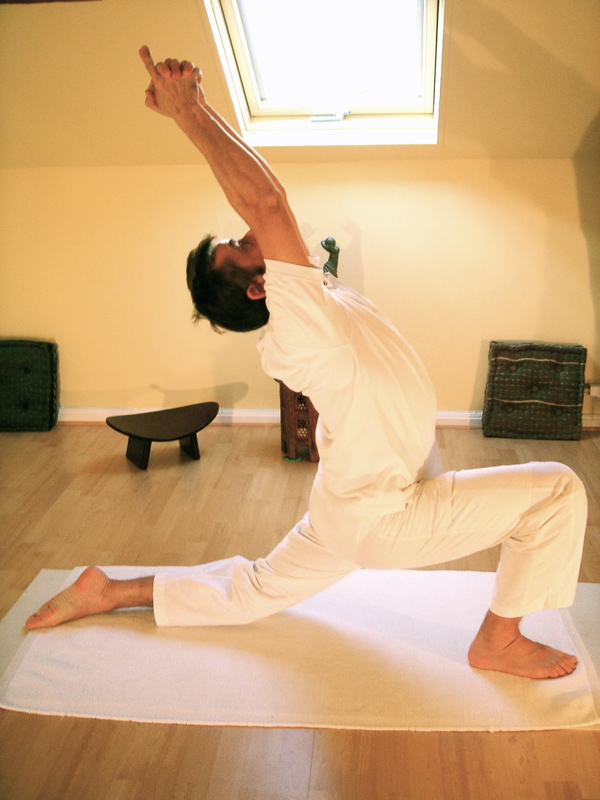
Godhapitham Hagedisstoel

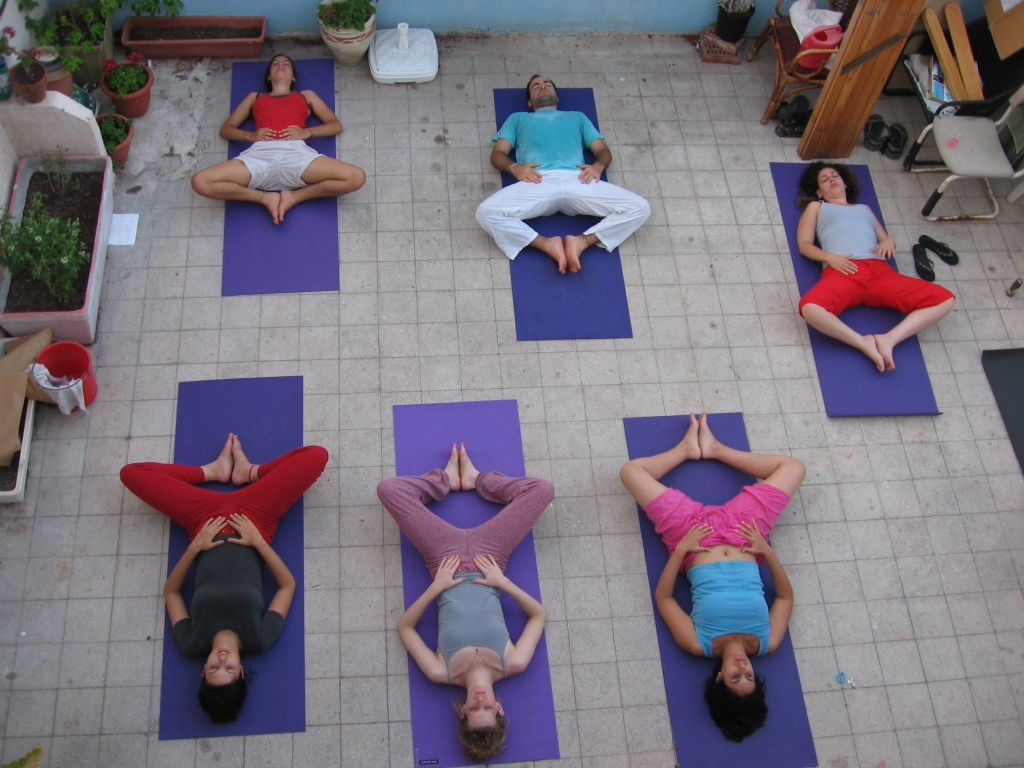
Een yogaklas

### Pranayama: ademhalingstechnieken in yoga

Ademhaling

Gaswisseling in de longblaasjes

## Het navoelen

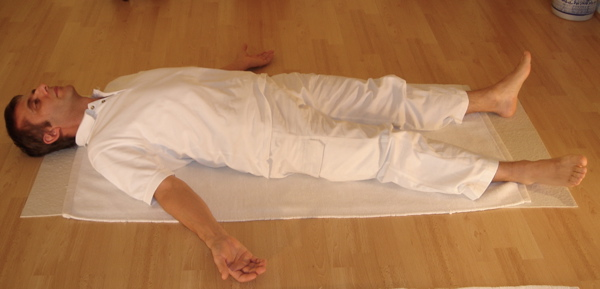
Savasana
Doodhouding

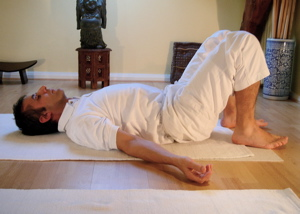
Met gebogen knieën

## De anatomie van hathayoga

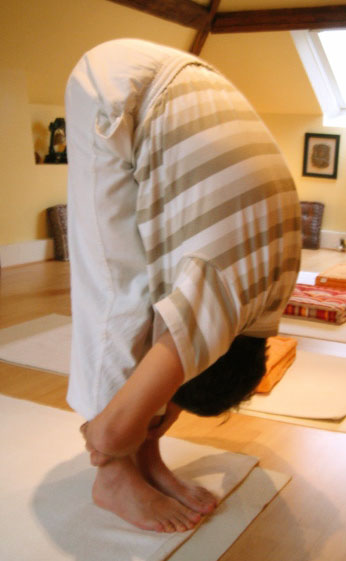
Uttanasana
Vooroverstrekking

### De keuze van de asana's

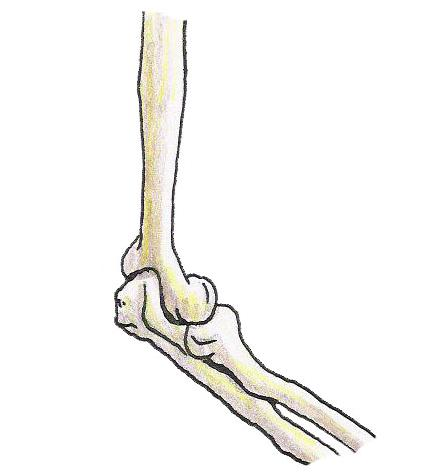
Gewrichtstructuur

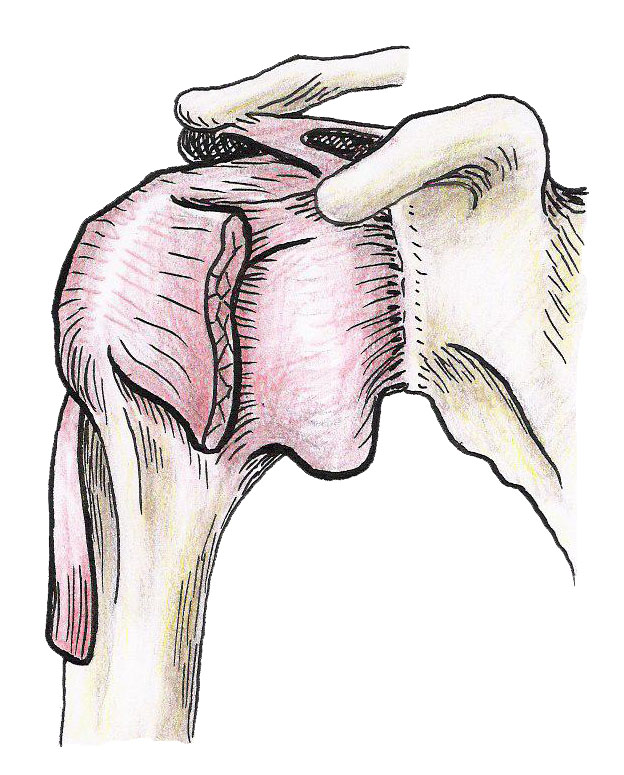
Schoudergewricht

### De houding van de spieren tijdens een asana

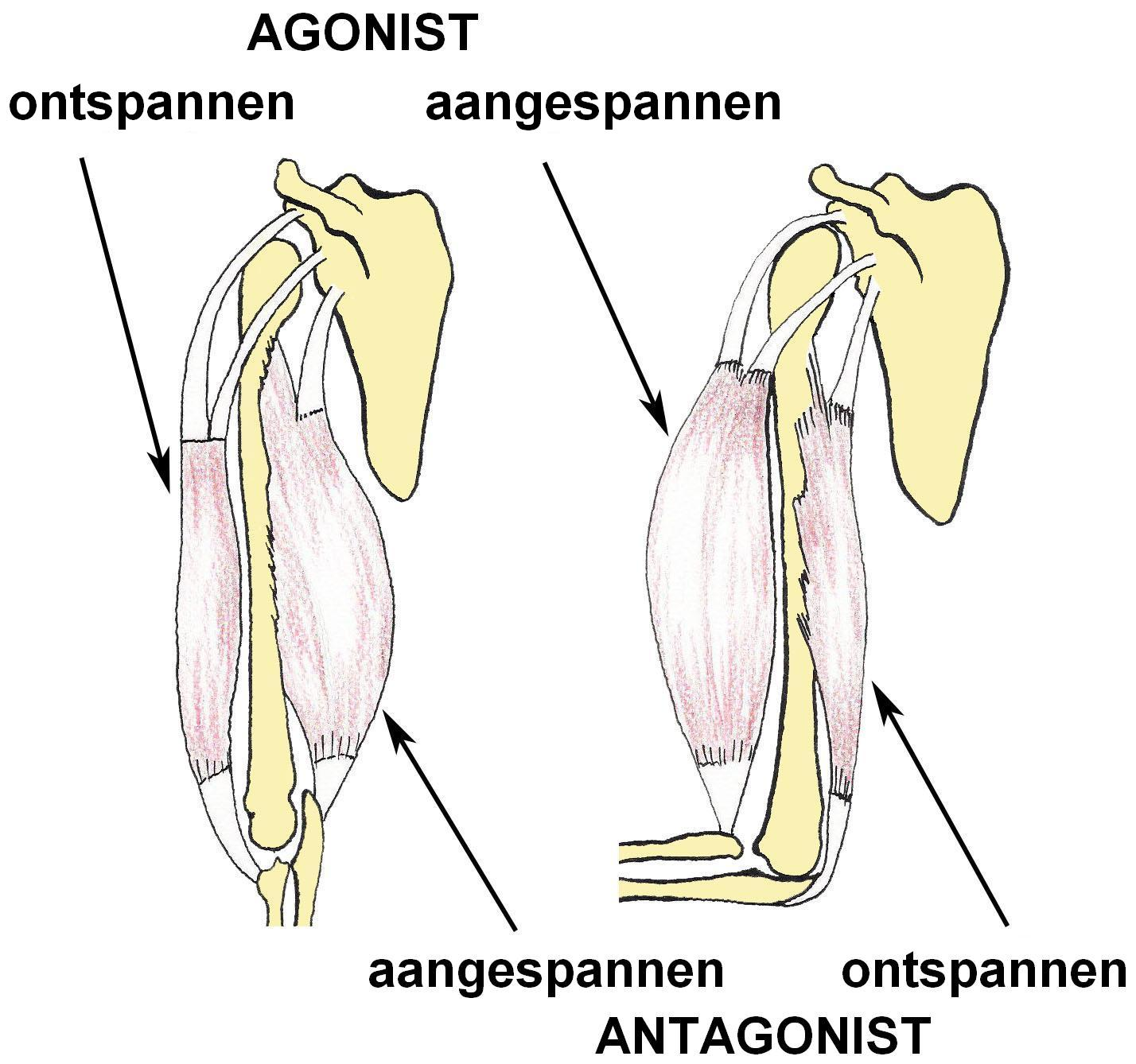
agonistische en antagonistische spieren